# IMPAQT
IMPAQT ist ein Musikfestival in Weeze, wo überwiegend Hardstyle und Hardcore Techno gespielt wurde. Bis 2018 trug das Festival den Namen Q-Base.

## Termine

### 2004
Am 18. September 2004 wurde Q-Base vom niederländischen Veranstalter Q-Dance das erste Mal veranstaltet. Als Veranstaltungsgelände wurde ein Teil des alten RAF-Stützpunktes nördlich des Flughafens Niederrhein genutzt. Dieser Veranstaltungsort wurde auch schon vom Bizarre-Festival genutzt. An dem Event nahmen 25.000 Gäste teil, davon 20.000 Niederländer. 80 Künstler aus sechs europäischen Ländern spielten auf den acht Bühnen, die sich in den alten Sheltern befanden.

### 2005

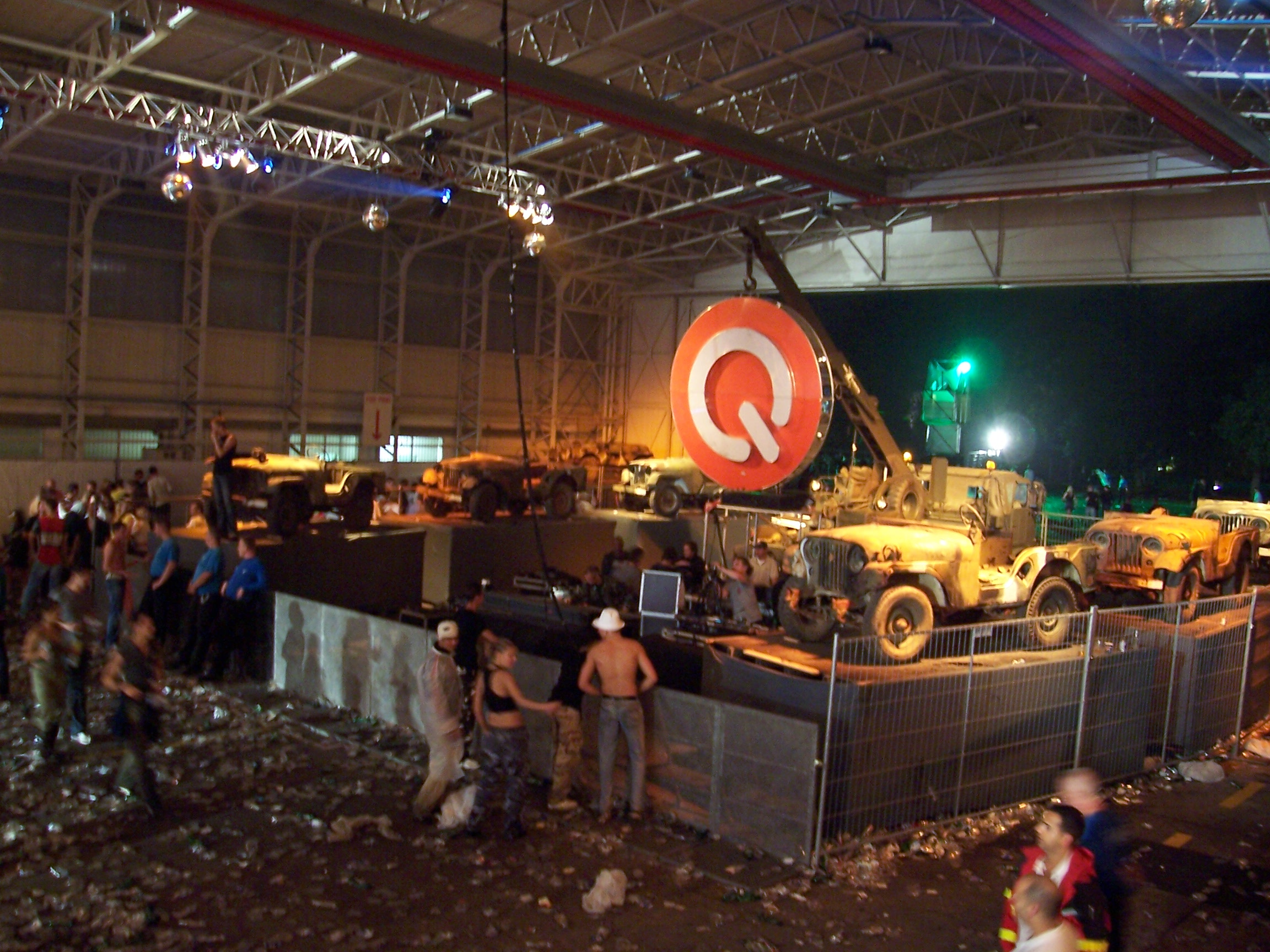
Q-Base 2005

Am 10. September 2005 fand eine zweite, kleinere Veranstaltung in Weeze statt. Etwa 12.000 Gäste nahmen an dem Event teil. 70 Künstler verteilten sich auf neun Bühnen, wobei eine Open-Air-Bühne neu errichtet wurde. Es wurde der militärische Charakter des Flughafens durch ausgestellte Armeefahrzeuge und Camouflage betont.

### 2006
Am 9. September 2006 fand das Festival erneut auf dem ehemaligen RAF-Gelände statt. Das Motto lautete „From Daylight Into Darkness“. Es nahmen über 20.000 Gäste aus ganz Europa teil. 80 Künstler spielten auf den acht Bühnen, wovon eine dieser Bühnen eine Open-Air-Bühne war.

### 2007
Am 8. September 2007 fand das Festival zum vierten Mal und unter dem Titel „From Daylight into Darkness“ statt. Die 100 DJs legten an zehn Bühnen und einem Open-Air-Areal auf.

### 2008
Am 30. August 2008 fand das Festival zum fünften Mal statt. Ca. 22.000 Besucher wurden gezählt.

### 2009
Am 12. September 2009 fand Q-Base erneut am Flughafen Niederrhein statt. Ungefähr 30.000 Gäste besuchten die Veranstaltung unter dem Motto „Participate in the Research“ in diesem Jahr.

### 2010
Am 11. September 2010 fand die siebte Edition von Q-Base unter dem Motto „Lost in Dreams“ wieder am Flughafen Niederrhein statt. Nach Angaben des Veranstalters waren etwa 20.000 Besucher auf der Veranstaltung. In diesem Jahr fand auch das erste Mal die „Drop Your Own Area“ (DYOA) statt.
Hierbei dürfen User ihre Ideen der Community vorstellen, welche den Gewinner dann durch das Abstimmen ermitteln. 2010 gewann „TK07“ mit deren Projekt „The Neverending Party“.

### 2011
Die achte Q-Base fand am 10. September 2011 unter dem Motto „Raveolution“ statt. Es gab mit „Hit n’ Run“ und „Andere Koek!“ zwei Gewinner beim „Drop Your Own Area“-Contest.

### 2012
Am 8. September 2012 fand die neunte Q-Base unter dem Motto „Positive Anarchy / Fight For Your Right To Rave“ statt. Zum ersten Mal gab es ein Q-Base-Ambassador-Programm für Deutschland. Außerdem wurden erstmals 7 Hymnen für die Q-Base produziert. „Temple of Anarchy“ gewann das „Drop Your Own Area“-Contest.

### 2013
Das Festival fand am 7. September unter dem Motto „Enter The Twilight Zone“ statt. Für die zehnte Ausgabe des Festivals wurden 4 Hymnen produziert. Zum ersten Mal in der Geschichte ist die Veranstaltung ausverkauft.

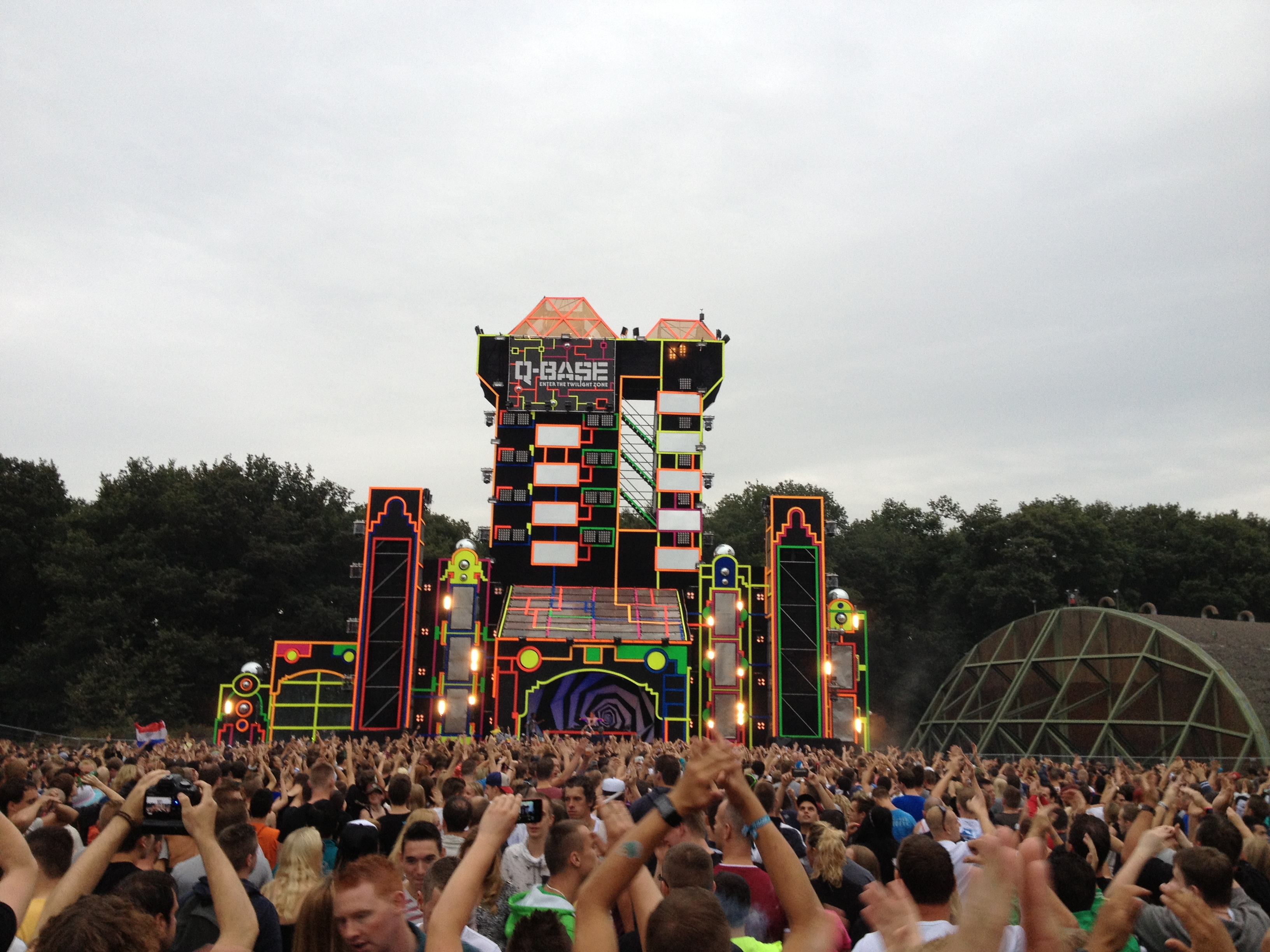
Q-Base 2013 Hauptbühne

### 2014
Am 13. September fand die elfte Edition der Q-Base in vergrößerter Ausgabe unter dem Motto „Creatures of the Night“ statt. Die vergrößerte Open-Air-Bühne wurde neu positioniert und einige weitere Bühnen in größeren Zelten untergebracht. Dieses Jahr wurden, wie bereits im letzten Jahr, 4 Hymnen produziert.

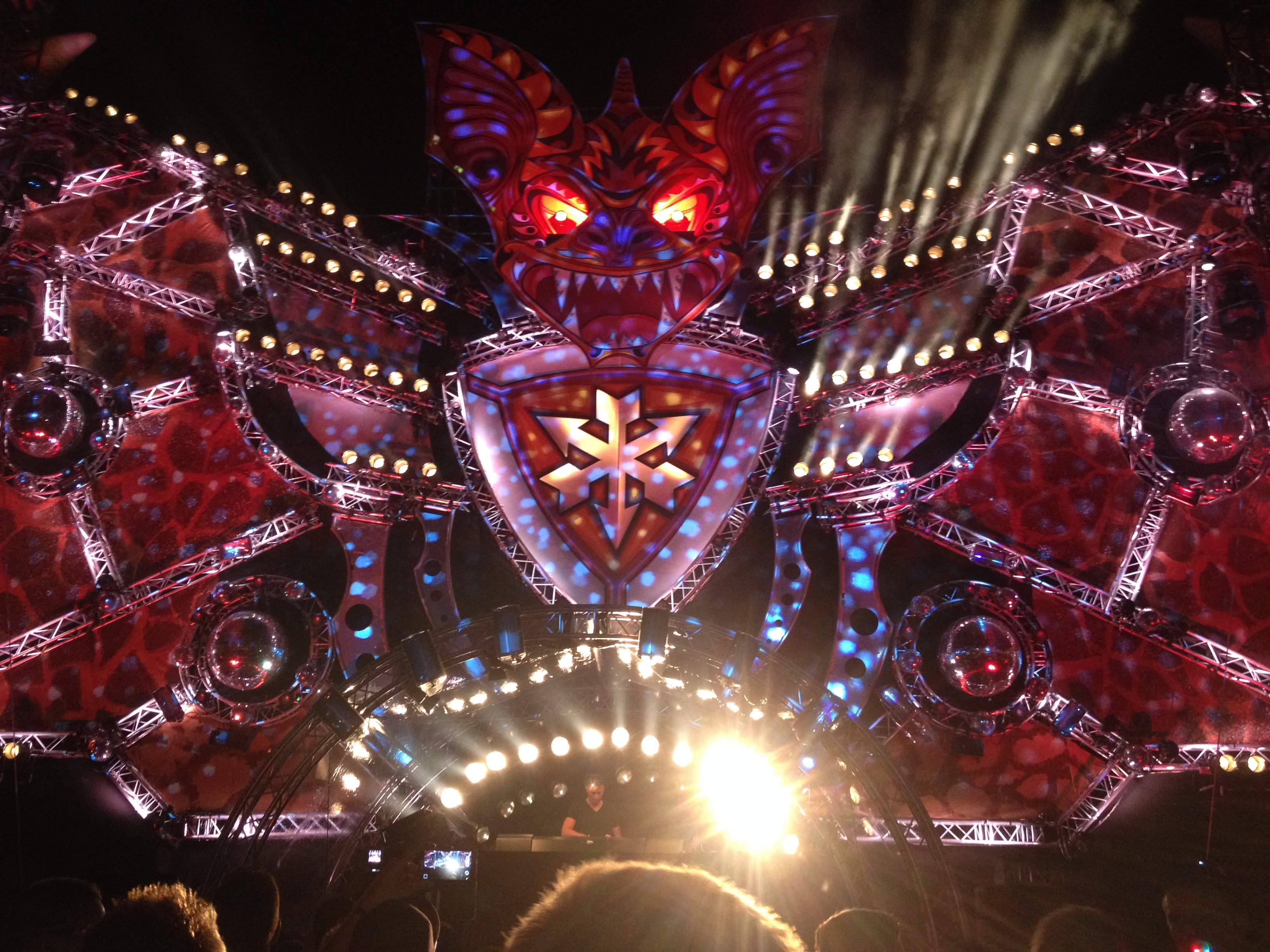
Q-Base 2014 Hauptbühne

### 2015
Am 12. September 2015 fand unter dem Motto „Lock ´N´ Load“ die zwölfte Edition der Q-Base statt. Etwa 25.000 Gäste besuchten die Veranstaltung.

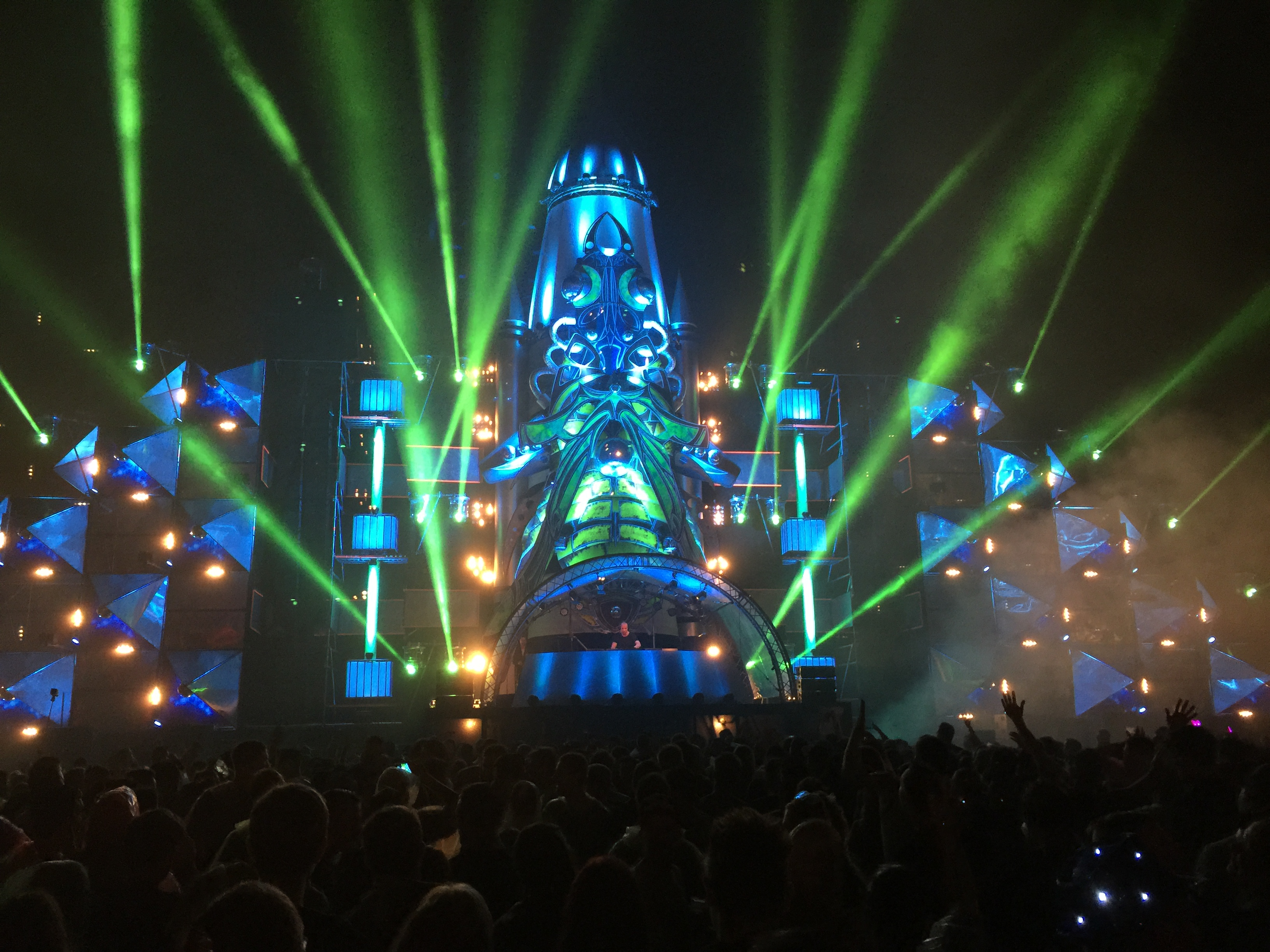
Q-Base 2015 Hauptbühne

### 2016
Am 10. September 2016 fand die 13. Ausgabe der Q-Base statt. Das Motto lautete „Die Hards Only“. Etwa 30.000 Gäste besuchten die Veranstaltung.

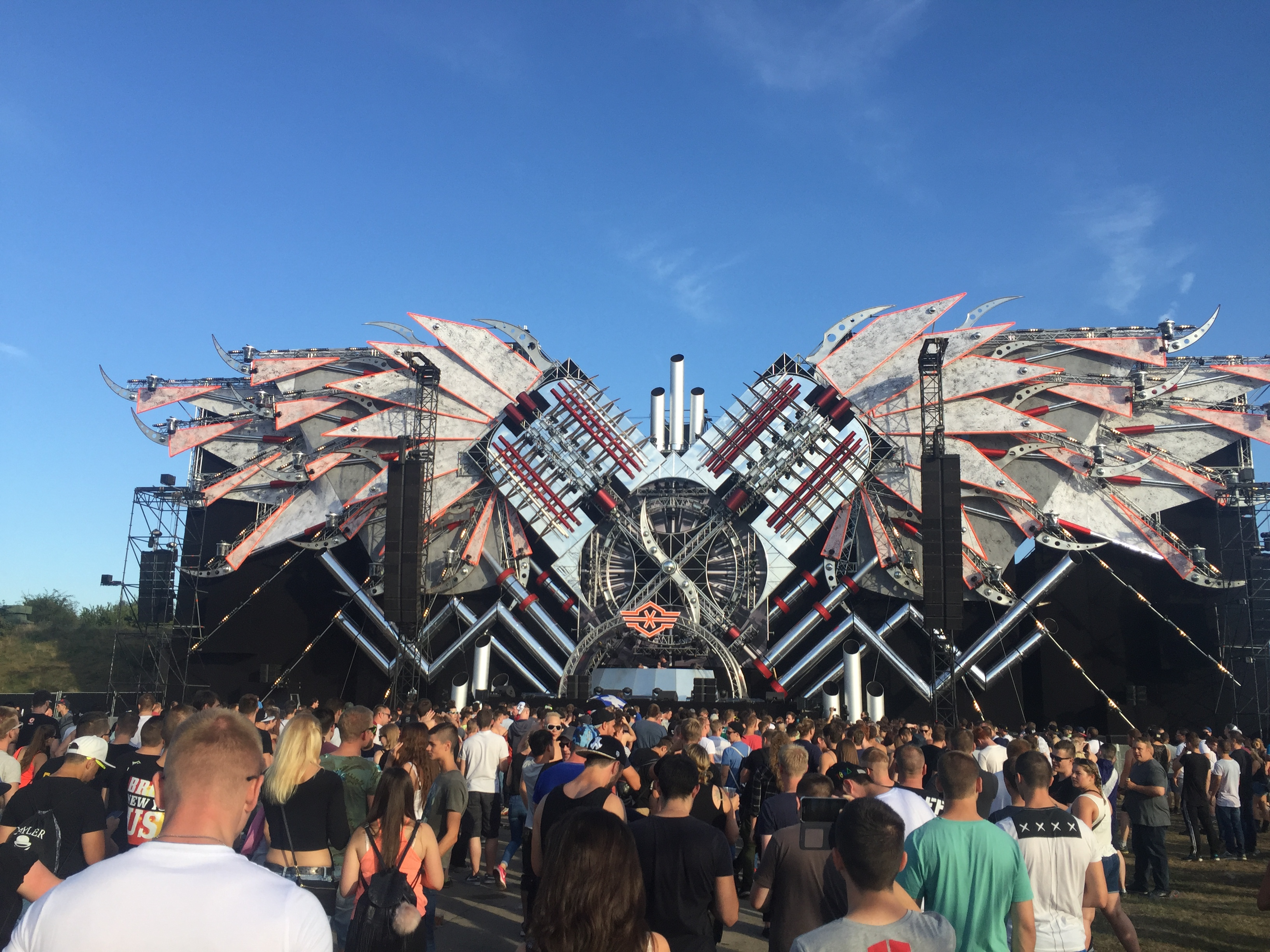
Q-Base 2016 Hauptbühne

### 2017
Am 9. September 2017 hat die 14. Ausgabe des Q-Base Festivals stattgefunden. Man hielt am „Die Hards Only“-Motto vom Vorjahr fest & circa 30.000 Menschen nahmen am Event teil.

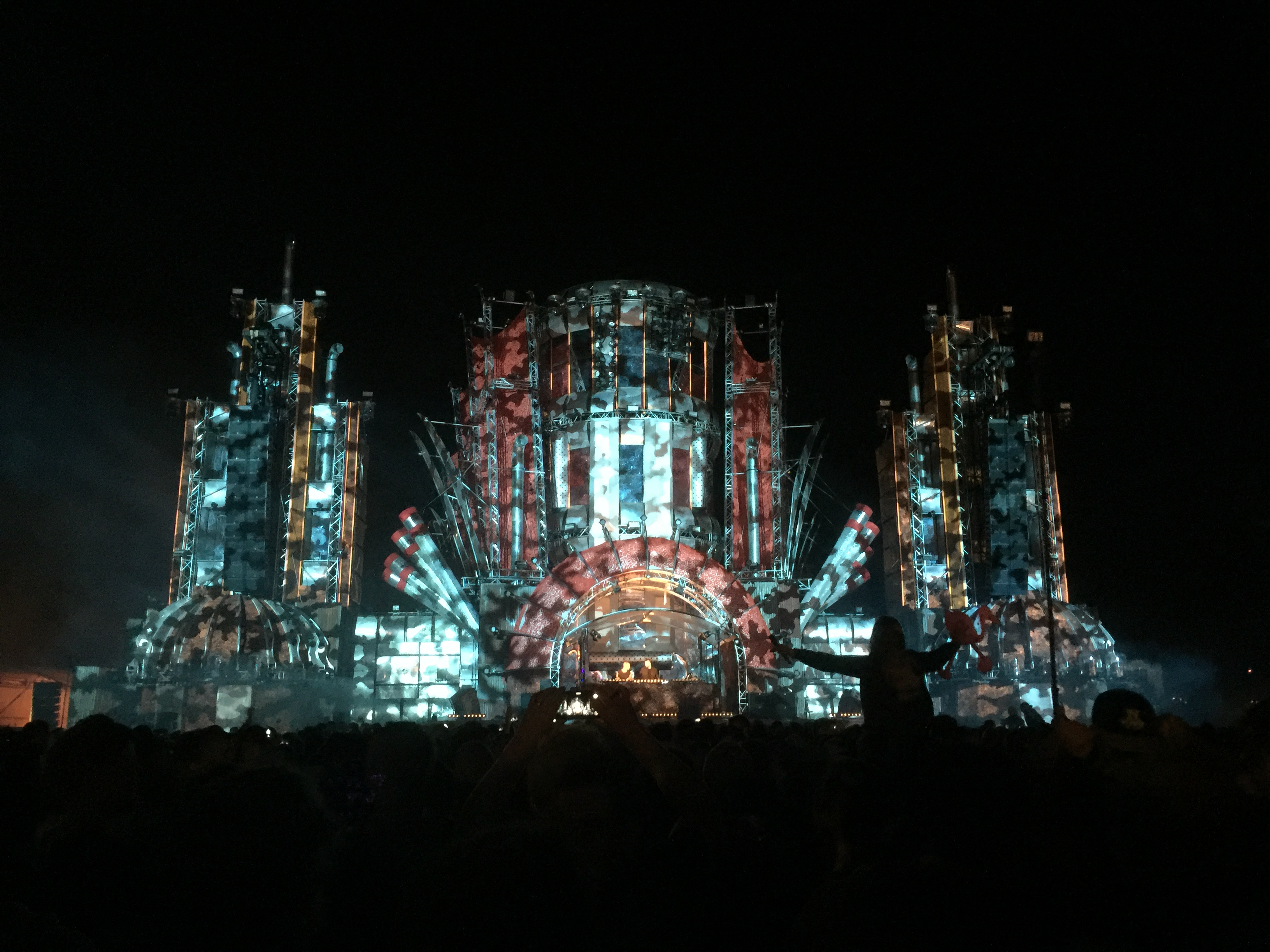
Q-Base 2017 Hauptbühne

### 2018
Am 8. September 2018 fand das Q-Base Festival unter dem Thema „The Final Mission“ zum letzten Mal statt. Der Veranstalter Q-Dance hat im Folgejahr ein neues Konzept am Flughafen Niederrhein präsentieren, näheres ist dazu am 6. April 2019 bekannt gemacht worden.

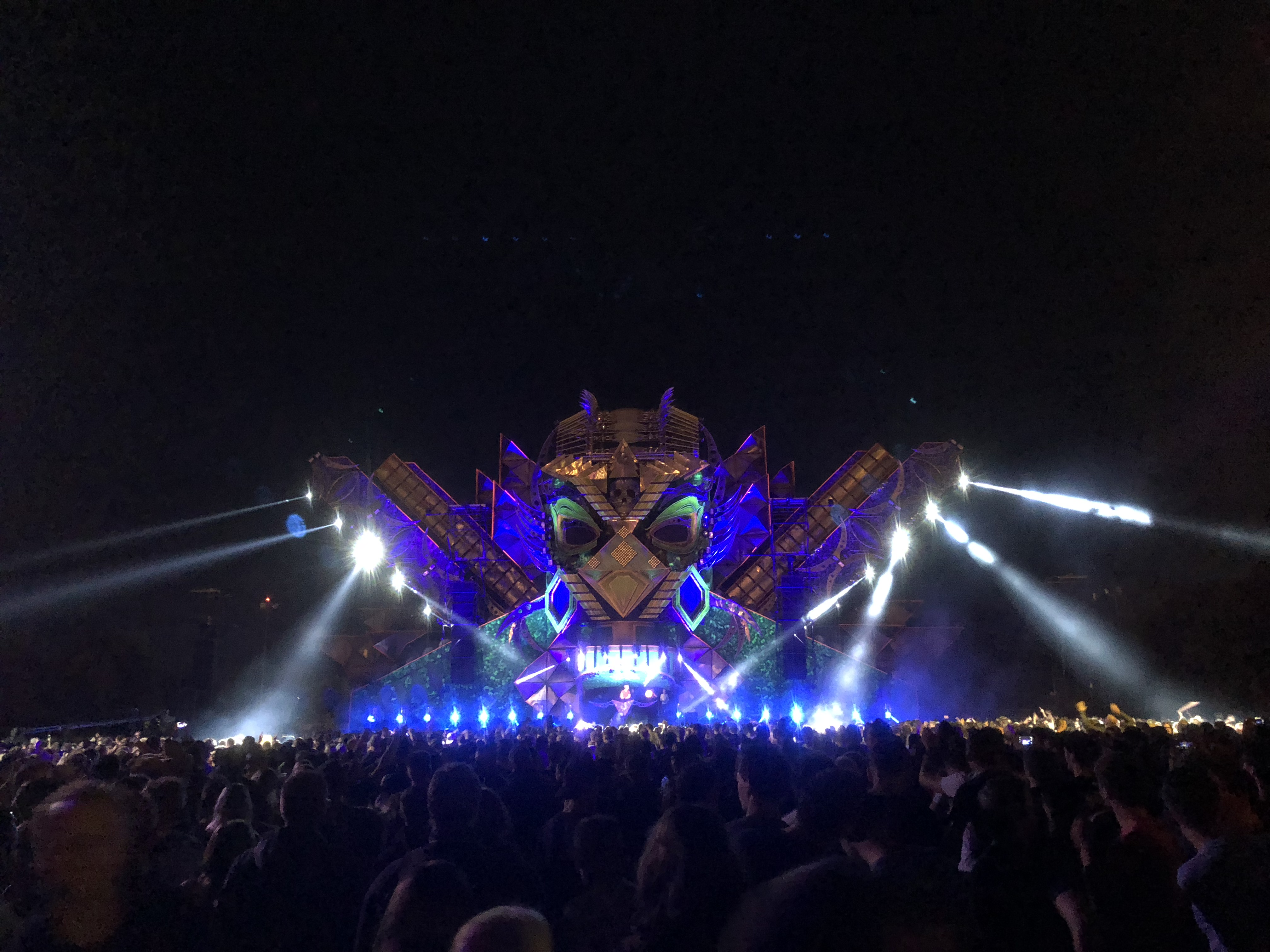
Q-Base 2018 Hauptbühne

### 2019
Über ein Plakat, aufgestellt am Ziggo Dome in Amsterdam, für das Event „Qapital“, machte Q-Dance bekannt, dass der neue Ersatz für Q-Base „IMPAQT“ heißt. Die erste Edition Impaqt, nennt sich „Festival of Titans“. Es fand am 7. September 2019, zwischen 12:00 Uhr am Nachmittag und 2:00 Uhr in der Nacht statt. In den darauf folgenden Jahren fand das Event nicht mehr statt.